# Galileo (planeta)
Galileo (55 Cancri b) – druga w kolejności planeta pozasłoneczna orbitująca wokół 55 Cancri A. Dla uniknięcia mylenia jej z drugim składnikiem układu 55 Cancri – czerwonym karłem 55 Cancri B – planeta ta oznaczana jest też 55 Cancri Ab. Z powodu niewielkiej odległości od swej gwiazdy oraz masy tylko nieznacznie mniejszej od masy Jowisza, zalicza się ją do klasy gorących jowiszów.

## Nazwa
Nazwa planety została wyłoniona w publicznym konkursie w 2015 roku. Upamiętnia ona Galileusza, astronoma i fizyka, który między innymi odkrył galileuszowe księżyce Jowisza i obserwował fazy Wenus przez własnoręcznie skonstruowany teleskop. Nazwę tę zaproponowali członkowie Królewskiego Niderlandzkiego Stowarzyszenia Meteorologii i Astronomii (Koninklijke Nederlandse Vereniging voor Weer- en Sterrenkunde) z Holandii.

## Odkrycie
Podobnie jak większość znanych planet pozasłonecznych, także i ta została odkryta przez pomiary zmian prędkości radialnej 55 Cancri A powodowanych oddziaływaniem grawitacyjnym planety na gwiazdę. Dokładne pomiary przesunięcia dopplerowskiego w widmie 55 Cancri A wykazały około 15-dniową okresowość zmian. Odkrycie planety zostało ogłoszone w 1996, razem z odkryciem planet okrążających tau Boötis i ypsilon Andromedae.
Okazało się jednak, że odkrycie tej planety nie tłumaczyło w pełni obserwowanych odchyleń w prędkości radialnej 55 Cancri A. Te nieścisłości doprowadziły w 2002 do odkrycia planety 55 Cancri d.

## Orbita i masa
Planeta Galileo ma krótki, niespełna 15-dniowy okres obiegu, choć nie jest on aż tak rekordowo krótki jak u uprzednio odkrytej Dimidium (51 Pegasi b, pierwszego znanego przedstawiciela gorących jowiszów). Planeta jest w rezonansie orbitalnym 1:3 z pobliską planetą Brahe (55 Cancri c).

## Charakterystyka
Duża masa wskazuje, że 55 Cancri b jest gazowym olbrzymem bez jakiejkolwiek stałej powierzchni. Planeta została odkryta w sposób pośredni, więc cechy takie jak jej promień, skład czy temperatura nie są znane. Zakładając, że planeta ta ma skład podobny do Jowisza, a jej środowisko jest blisko równowagi chemicznej przewiduje się, że 55 Cancri b ma bezchmurne górne partie atmosfery z widmem zdominowanym przez absorpcję metali alkalicznych.
Jest mało prawdopodobne, by planeta miała duże księżyce, ponieważ siły pływowe wyrzuciłyby je z orbity lub zniszczyły w relatywnie krótkim czasie.